# Claoxylon tenerifolium
Claoxylon tenerifolium är en törelväxtart som först beskrevs av Ferdinand von Mueller och Henri Ernest Baillon, och fick sitt nu gällande namn av Ferdinand von Mueller. Claoxylon tenerifolium ingår i släktet Claoxylon och familjen törelväxter.

## Underarter
Arten delas in i följande underarter:
- C. t. boreale
- C. t. tenerifolium